# 2014-es atlétikai Európa-bajnokság
A 2014-es atlétikai Európa-bajnokság a 22. szabadtéri Eb volt. A versenyeket augusztus 12. és 17. között rendezték Zürichben, Svájcban. A férfiaknál 24, a nőknél pedig 23 versenyszámot rendeztek. Először rendeznek Svájcban atlétikai Eb-t 1954 óta.
A magyar versenyzők 1 arany- és 1 ezüstérmet nyertek.

## Naptár
| E | Előfutamok | S | Selejtezők | ½ | Elődöntők | D | Döntő |

| Dátum           | 12  | 12  | 13  | 13  | 13  | 14  | 14  | 14  | 15  | 15  | 16  | 16  | 17  | 17  |
| Versenyszám↓    | De. | Du. | De. | Du. | Du. | De. | Du. | Du. | De. | Du. | De. | Du. | De. | Du. |
| --------------- | --- | --- | --- | --- | --- | --- | --- | --- | --- | --- | --- | --- | --- | --- |
| 100 m           |     | E   |     | ½   | D   |     |     |     |     |     |     |     |     |     |
| 200 m           |     |     |     |     |     | E   | ½   | ½   |     | D   |     |     |     |     |
| 400 m           | E   |     |     | ½   | ½   |     |     |     |     | D   |     |     |     |     |
| 800 m           | E   |     |     | ½   | ½   |     |     |     |     | D   |     |     |     |     |
| 1500 m          |     |     |     |     |     |     |     |     | E   |     |     |     |     | D   |
| 5000 m          |     |     |     |     |     |     |     |     | E   |     |     |     |     | D   |
| 10 000 m        |     |     |     | D   | D   |     |     |     |     |     |     |     |     |     |
| Maraton         |     |     |     |     |     |     |     |     |     |     |     |     | D   |     |
| 110 m gát       |     |     | E   |     |     |     | ½   | D   |     |     |     |     |     |     |
| 400 m gát       | E   |     |     | ½   | ½   |     |     |     |     | D   |     |     |     |     |
| 3000 m akadály  | E   |     |     |     |     |     | D   | D   |     |     |     |     |     |     |
| 4×100 m váltó   |     |     |     |     |     |     |     |     |     |     |     | E   |     | D   |
| 4×400 m váltó   |     |     |     |     |     |     |     |     |     |     |     | E   |     | D   |
| 20 km gyaloglás |     |     | D   |     |     |     |     |     |     |     |     |     |     |     |
| 50 km gyaloglás |     |     |     |     |     |     |     |     | D   |     |     |     |     |     |
| Távolugrás      |     |     |     |     |     |     |     |     |     | S   |     |     |     | D   |
| Hármasugrás     | S   |     |     |     |     |     | D   | D   |     |     |     |     |     |     |
| Magasugrás      |     |     | S   |     |     |     |     |     |     | D   |     |     |     |     |
| Rúdugrás        |     |     |     |     |     | S   |     |     |     |     |     | D   |     |     |
| Súlylökés       | S   | D   |     |     |     |     |     |     |     |     |     |     |     |     |
| Diszkoszvetés   |     | S   |     | D   | D   |     |     |     |     |     |     |     |     |     |
| Kalapácsvetés   |     |     |     |     |     | S   |     |     |     |     |     | D   |     |     |
| Gerelyhajítás   |     |     |     |     |     |     | S   | S   |     |     |     |     |     | D   |
| Tízpróba        | D   | D   | D   | D   | D   |     |     |     |     |     |     |     |     |     |

| Dátum           | 12  | 12  | 13  | 13  | 13  | 14  | 14  | 15  | 15  | 16  | 16  | 17  | 17  |
| Versenyszám↓    | De. | Du. | De. | Du. | Du. | De. | Du. | De. | Du. | De. | Du. | De. | Du. |
| --------------- | --- | --- | --- | --- | --- | --- | --- | --- | --- | --- | --- | --- | --- |
| 100 m           | E   |     |     | ½   | D   |     |     |     |     |     |     |     |     |
| 200 m           |     |     |     |     |     | E   | ½   |     | D   |     |     |     |     |
| 400 m           |     | E   |     | ½   | ½   |     |     |     | D   |     |     |     |     |
| 800 m           |     |     | E   |     |     |     | ½   |     |     |     | D   |     |     |
| 1500 m          | E   |     |     |     |     |     |     |     | D   |     |     |     |     |
| 5000 m          |     |     |     |     |     | E   |     |     |     |     | D   |     |     |
| 10 000 m        |     | D   |     |     |     |     |     |     |     |     |     |     |     |
| Maraton         |     |     |     |     |     |     |     |     |     | D   |     |     |     |
| 100 m gát       | E   | ½   |     | D   | D   |     |     |     |     |     |     |     |     |
| 400 m gát       |     |     | E   |     |     |     | ½   |     |     |     | D   |     |     |
| 3000 m akadály  |     |     |     |     |     |     |     | E   |     |     |     |     | D   |
| 4×100 m váltó   |     |     |     |     |     |     |     |     |     |     | E   |     | D   |
| 4×400 m váltó   |     |     |     |     |     |     |     |     |     |     | E   |     | D   |
| 20 km gyaloglás |     |     |     |     |     | D   |     |     |     |     |     |     |     |
| -               |     |     |     |     |     |     |     |     |     |     |     |     |     |
| Távolugrás      |     | S   |     | D   | D   |     |     |     |     |     |     |     |     |
| Hármasugrás     |     |     |     | S   | S   |     |     |     |     |     | D   |     |     |
| Magasugrás      |     |     |     |     |     |     |     | S   |     |     |     |     | D   |
| Rúdugrás        | S   |     |     |     |     |     | D   |     |     |     |     |     |     |
| Súlylökés       |     |     |     |     |     |     |     | S   |     |     |     |     | D   |
| Diszkoszvetés   |     |     |     |     |     |     |     | S   |     |     | D   |     |     |
| Kalapácsvetés   |     |     | S   |     |     |     |     |     | D   |     |     |     |     |
| Gerelyhajítás   | S   |     |     |     |     |     | D   |     |     |     |     |     |     |
| Hétpróba        |     |     |     |     |     | D   | D   | D   | D   |     |     |     |     |

## A magyar sportolók eredményei
Magyarország az Európa-bajnokságon 27 sportolóval képviseltette magát.
Érmesek
| Érem  | Versenyző      | Versenyszám         | Dátum         |
| ----- | -------------- | ------------------- | ------------- |
| Arany | Pars Krisztián | Férfi kalapácsvetés | augusztus 16. |
| Ezüst | Márton Anita   | Női súlylökés       | augusztus 17. |

## Éremtáblázat
(A táblázatban a rendező nemzet és Magyarország eltérő háttérszínnel kiemelve.)
| Helyezés | Nemzet           | Arany | Ezüst | Bronz | Összesen |
| 1.       | Nagy-Britannia   | 12    | 5     | 6     | 23       |
| 2.       | Franciaország    | 9     | 8     | 8     | 25       |
| 3.       | Németország      | 4     | 1     | 3     | 8        |
| 4.       | Oroszország      | 3     | 4     | 8     | 17       |
| 5.       | Hollandia        | 3     | 2     | 1     | 6        |
| 6.       | Lengyelország    | 2     | 6     | 4     | 12       |
| 7.       | Ukrajna          | 2     | 5     | 2     | 9        |
| 8.       | Spanyolország    | 2     | 1     | 3     | 6        |
| 9.       | Olaszország      | 2     | 1     | 0     | 3        |
| 10.      | Fehéroroszország | 2     | 0     | 2     | 4        |
| 11.      | Svédország       | 1     | 2     | 0     | 3        |
| 12.      | Csehország       | 1     | 1     | 4     | 6        |
| 13.      | Magyarország     | 1     | 1     | 0     | 2        |
| 14.      | Horvátország     | 1     | 0     | 1     | 2        |
| 13.      | Finnország       | 1     | 0     | 1     | 2        |
| 16.      | Svájc            | 1     | 0     | 0     | 1        |
| 17.      | Észtország       | 0     | 2     | 0     | 2        |
| 17.      | Görögország      | 0     | 2     | 0     | 2        |
| 17.      | Szerbia          | 0     | 2     | 0     | 2        |
| 17.      | Szlovákia        | 0     | 2     | 0     | 2        |
| 21.      | Azerbajdzsán     | 0     | 1     | 0     | 1        |
| 21.      | Norvégia         | 0     | 1     | 0     | 1        |
| 23.      | Belgium          | 0     | 0     | 1     | 1        |
| 23.      | Írország         | 0     | 0     | 1     | 1        |
| 23.      | Izrael           | 0     | 0     | 1     | 1        |
| 23.      | Portugália       | 0     | 0     | 1     | 1        |
| 23.      | Törökország      | 0     | 0     | 1     | 1        |
|          | Összesen         | 47    | 47    | 48    | 142      |

## Eredmények
- WR – világrekord
- CR – Európa-bajnoki rekord
- AR – kontinensrekord
- NR – országos rekord
- PB – egyéni rekord
- WL – az adott évben aktuálisan a világ legjobb eredménye
- EL – az adott évben aktuálisan Európa legjobb eredménye
- SB – az adott évben aktuálisan az egyéni legjobb eredmény

### Férfiak
| Versenyszám                                 | Arany | Arany          | Ezüst                                                                                                | Ezüst       | Bronz                                                                              | Bronz       |
| ------------------------------------------- | --- | -------------- | --- | ----------- | ---------------------------------------------------------------------------------- | ----------- |
| 100 m Döntő: augusztus 13., 21:50           | James Dasaolu · Nagy-Britannia                                                                                            | 10,06          | Christophe Lemaitre · Franciaország                                                                  | 10,13       | Harry Aikines-Aryeetey · Nagy-Britannia                                            | 10,22       |
| 200 m Döntő: augusztus 15., 21:49           | Adam Gemili · Nagy-Britannia                                                                                              | 19,98 EL, =NR  | Christophe Lemaitre · Franciaország                                                                  | 20,15       | Szerhij Szmelik · Ukrajna                                                          | 20,30 PB    |
| 400 m Döntő: augusztus 15., 18:50           | Martyn Rooney · Nagy-Britannia                                                                                            | 44,71 EL       | Matthew Hudson-Smith · Nagy-Britannia                                                                | 44,75 PB    | Donald Sanford · Izrael                                                            | 45,27 NR    |
| 800 m Döntő: augusztus 15., 19:55           | Adam Kszczot · Lengyelország                                                                                              | 1:44,15 SB     | Artur Kuciapski · Lengyelország                                                                      | 1:44,89 PB  | Mark English · Írország                                                            | 1:45,03 =SB |
| 1500 m Döntő: augusztus 17., 15:05          | Mahiedine Mekhissi-Benabbad · Franciaország                                                                               | 3:45,60        | Henrik Ingebrigtsen · Norvégia                                                                       | 3:46,10     | Chris O'Hare · Nagy-Britannia                                                      | 3:46,18     |
| 5000 m Döntő: augusztus 17., 16:30          | Mo Farah · Nagy-Britannia                                                                                                 | 14:05,82       | Hayle İbrahimov · Azerbajdzsán                                                                       | 14:08,32    | Andy Vernon · Nagy-Britannia                                                       | 14:09,48    |
| 10 000 m Döntő: augusztus 13., 19:51        | Mo Farah · Nagy-Britannia                                                                                                 | 28:08,11       | Andy Vernon · Nagy-Britannia                                                                         | 28:08,66 SB | Ali Kaya · Törökország                                                             | 28:08,72 PB |
| Maraton Döntő: augusztus 17., 9:00          | Daniele Meucci · Olaszország                                                                                              | 2:11:08        | Yared Shegumo · Lengyelország                                                                        | 2:12:00     | Alekszej Reunkov · Oroszország                                                     | 2:12:15     |
| 3000 m akadály Döntő: augusztus 14., 20:45  | Yoann Kowal · Franciaország                                                                                               | 8:26,66        | Krystian Zalewski · Lengyelország                                                                    | 8:27,11     | Ángel Mullera · Spanyolország                                                      | 8:29,16     |
| 110 m gát Döntő: augusztus 14., 21:50       | Szergej Subenkov · Oroszország                                                                                            | 13,19          | William Sharman · Nagy-Britannia                                                                     | 13,27       | Pascal Martinot-Lagarde · Franciaország                                            | 13,29       |
| 400 m gát Döntő: augusztus 15., 20:52       | Kariem Hussein · Svájc | 48,96          | Rasmus Mägi · Észtország                                                                             | 49,06       | Gyenyisz Kudrjavcev · Oroszország                                                  | 49,16       |
| 4 × 100 m váltó Döntő: augusztus 17., 17:05 | Nagy-Britannia · Adam Gemili · Richard Kilty · Harry Aikines-Aryeetey · James Ellington · Daniel Talbot*                  | 37,93 EL       | Németország · Julian Reus · Sven Knipphals · Alexander Kosenkow · Lucas Jakubczyk                    | 38,09 SB    | Franciaország · Pierre Vincent · Christophe Lemaitre · Teddy Tinmar · Ben Bassaw   | 38,47       |
| 4 × 400 m váltó Döntő: augusztus 17., 15:42 | Nagy-Britannia · Martyn Rooney · Michael Bingham · Conrad Williams · Matthew Hudson-Smith · Nigel Levine* · Rabah Yousif* | 2:58,79 EL     | Oroszország · Makszim Dilgyin · Pavel Ivasko · Nyikita Uglov · Vlagyimir Krasznov · Pavel Trenyihin* | 2:59,38 SB  | Lengyelország · Rafał Omelko · Kacper Kozłowski · Łukasz Krawczuk · Jakub Krzewina | 2:59,85 SB  |
| 20 km gyaloglás Döntő: augusztus 13., 9:20  | Miguel Ángel López · Spanyolország                                                                                        | 1:19:44        | Alekszandr Ivanov · Oroszország                                                                      | 1:19:45 PB  | Gyenyisz Sztrelkov · Oroszország                                                   | 1:19:46 PB  |
| 50 km gyaloglás Döntő: augusztus 15., 9:00  | Yohann Diniz · Franciaország                                                                                              | 3:32:33 WR     | Matej Tóth · Szlovákia                                                                               | 3:36:21 NR  | Ivan Noszkov · Oroszország                                                         | 3:37:41 PB  |
| Magasugrás Döntő: augusztus 15., 19:46      | Bohdan Bondarenko · Ukrajna                                                                                               | 235 cm         | Andriy Protsenko · Ukrajna                                                                           | 233 cm      | Ivan Uhov · Oroszország                                                            | 230 cm      |
| Rúdugrás Döntő: augusztus 16., 15:03        | Renaud Lavillenie · Franciaország                                                                                         | 590 cm         | Paweł Wojciechowski · Lengyelország                                                                  | 570 cm      | Jan Kudlička · Csehország · Kévin Menaldo · Franciaország                          | 570 cm      |
| Távolugrás Döntő: augusztus 17., 15:56      | Greg Rutherford · Nagy-Britannia                                                                                          | 829 cm         | Lúisz Cátumasz · Görögország                                                                         | 815 cm      | Kafétien Gomis · Franciaország                                                     | 814 cm      |
| Hármasugrás Döntő: augusztus 14., 20:10     | Benjamin Compaoré · Franciaország                                                                                         | 17,46 m EL     | Ljukman Adamsz · Oroszország                                                                         | 17,09 m     | Alekszej Fjodorov · Oroszország                                                    | 17,04 m     |
| Súlylökés Döntő: augusztus 12., 19:34       | David Storl · Németország                                                                                                 | 21,41 m        | Borja Vivas · Spanyolország                                                                          | 20,86 m     | Tomasz Majewski · Lengyelország                                                    | 20,83 m     |
| Diszkoszvetés Döntő: augusztus 13., 20:35   | Robert Harting · Németország                                                                                              | 66,07 m        | Gerd Kanter · Észtország                                                                             | 64,75 m     | Robert Urbanek · Lengyelország                                                     | 63,81 m     |
| Kalapácsvetés Döntő: augusztus 16., 15:00   | Pars Krisztián · Magyarország                                                                                             | 82,69 m WL, PB | Paweł Fajdek · Lengyelország                                                                         | 82,05 m     | Szergej Litvinov · Oroszország                                                     | 79,35 m     |
| Gerelyhajítás Döntő: augusztus 17., 16:11   | Antti Ruuskanen · Finnország                                                                                              | 88,01 m EL, PB | Vítězslav Veselý · Csehország                                                                        | 84,79 m     | Tero Pitkämäki · Finnország                                                        | 84,40 m     |
| Tízpróba Versenyek: augusztus 12–13.        | Andrej Kravcsanka · Fehéroroszország                                                                                      | 8616 WL        | Kévin Mayer · Franciaország                                                                          | 8521 NR     | Ilja Skurenyov · Oroszország                                                       | 8498 PB     |

### Nők
| Versenyszám                                | Arany | Arany              | Ezüst | Ezüst      | Bronz | Bronz       |
| ------------------------------------------ | --- | ------------------ | --- | ---------- | --- | ----------- |
| 100 m Döntő: augusztus 13., 20:25          | Dafne Schippers · Hollandia | 11,12              | Myriam Soumaré · Franciaország                                                                                     | 11,16      | Ashleigh Nelson · Nagy-Britannia                                                                                            | 11,22       |
| 200 m Döntő: augusztus 15., 20:25          | Dafne Schippers · Hollandia | 22,03 WL, NR       | Jodie Williams · Nagy-Britannia                                                                                    | 22,46 PB   | Myriam Soumaré · Franciaország                                                                                              | 22,58       |
| 400 m Döntő: augusztus 15., 19:10          | Libania Grenot · Olaszország                                                                                                   | 51,10              | Olha Zemljak · Ukrajna                                                                                             | 51,36      | Indira Terrero · Spanyolország                                                                                              | 51,38 SB    |
| 800 m Döntő: augusztus 16., 16:05          | Marina Arzamaszava · Fehéroroszország                                                                                          | 1:58,15 EL         | Lynsey Sharp · Nagy-Britannia                                                                                      | 1:58,80 PB | Joanna Jóźwik · Lengyelország                                                                                               | 1:59,63 PB  |
| 1500 m Döntő: augusztus 15., 19:25         | Sifan Hassan · Hollandia | 4:04,18            | Abeba Aregawi · Svédország                                                                                         | 4:05,08    | Laura Weightman · Nagy-Britannia                                                                                            | 4:06,32     |
| 5000 m Döntő: augusztus 16., 17:40         | Meraf Bahta · Svédország | 15:31,39           | Sifan Hassan · Hollandia                                                                                           | 15:31,79   | Susan Kuijken · Hollandia                                                                                                   | 15:32,82    |
| 10 000 m Döntő: augusztus 12., 20:20       | Joanne Pavey · Nagy-Britannia                                                                                                  | 32:22,39           | Clémence Calvin · Franciaország                                                                                    | 32:23,58   | Laila Traby · Franciaország                                                                                                 | 32:26,03 PB |
| Maraton Döntő: augusztus 16., 9:00         | Christelle Daunay · Franciaország                                                                                              | 2:25:14 CR         | Valeria Straneo · Olaszország                                                                                      | 2:25:27    | Jéssica Augusto · Portugália                                                                                                | 2:25:41     |
| 3000 m akadály Döntő: augusztus 17., 16:08 | Antje Möldner-Schmidt · Németország                                                                                            | 9:29:43 SB         | Charlotta Fougberg · Svédország                                                                                    | 9:30:16    | Diana Martín · Spanyolország                                                                                                | 9:30:70 PB  |
| 100 m gát Döntő: augusztus 13., 21:34      | Tiffany Porter · Nagy-Britannia                                                                                                | 12,76              | Cindy Billaud · Franciaország                                                                                      | 12,79      | Cindy Roleder · Németország                                                                                                 | 12,82       |
| 400 m gát Döntő: augusztus 16., 17:15      | Eilidh Child · Nagy-Britannia                                                                                                  | 54,48              | Hanna Tyityimec · Ukrajna                                                                                          | 54,56 PB   | Denisa Rosolová · Csehország                                                                                                | 54,70       |
| 4 × 100 m váltó Döntő:augusztus 17., 17:22 | Nagy-Britannia · Desiree Henry · Jodie Williams · Ashleigh Nelson · Asha Philip · Anyika Onuora*                               | 42,24 EL NR        | Franciaország · Céline Distel-Bonnet · Ayodelé Ikuesan · Myriam Soumaré · Stella Akakpo                            | 42,45 SB   | Oroszország · Marina Pantyelejeva · Natalja Ruszakova · Krisztina Szivkova · Jelizaveta Szavlinyisz · Jekatyerina Vukolova* | 43,22       |
| 4 × 400 m váltó Döntő:augusztus 17., 15:22 | Franciaország · Marie Gayot · Muriel Hurtis-Houairi · Agnès Raharolahy · Floria Guei · Estelle Perrossier* · Phara Anacharsis* | 3:24,27 EL         | Ukrajna · Natalija Pihida · Hrisztina Sztuj · Hanna Rizsikova · Olha Zemljak · Darina Prisztupa* · Olha Ljahova* · | 3:24,32 SB | Nagy-Britannia · Eilidh Child · Kelly Massey · Shana Cox · Margaret Adeoye · Emily Diamond* · Victoria Ohuruogu*            | 3:28,44 SB  |
| 20 km gyaloglás Döntő: augusztus 14., 9:10 | Elmira Alembekova · Oroszország                                                                                                | 1:27:56            | Ljyudmila Oljanovszka · Ukrajna                                                                                    | 1:28:07    | Anežka Drahotová · Csehország                                                                                               | 1:28:08 NR  |
| Magasugrás Döntő: augusztus 17., 15:16     | Ruth Beitia · Spanyolország | 201 cm WL, EL      | Marija Kucsina · Oroszország                                                                                       | 199 cm     | Ana Šimić · Horvátország | 199 cm PB   |
| Rúdugrás Döntő: augusztus 14., 19:19       | Anzselika Szidorova · Oroszország                                                                                              | 465 cm             | Katerína Sztefanídi · Görögország                                                                                  | 460 cm     | Angyelina Zsuk-Krasznova · Oroszország                                                                                      | 460 cm      |
| Távolugrás Döntő: augusztus 13., 20:00     | Éloyse Lesueur · Franciaország                                                                                                 | 685 cm             | Ivana Španović · Szerbia                                                                                           | 681 cm     | Darja Klisina · Oroszország                                                                                                 | 665 cm      |
| Hármasugrás Döntő: augusztus 16., 16:40    | Olha Szaladuha · Ukrajna | 14,73 m SB         | Jekatyerina Konyeva · Oroszország                                                                                  | 14,69 m    | Irina Gumenyuk · Oroszország                                                                                                | 14,46 m SB  |
| Súlylökés Döntő: augusztus 17., 15:00      | Christina Schwanitz · Németország                                                                                              | 19,90 m            | Márton Anita · Magyarország                                                                                        | 19,04 m NR | Julija Leancjuk · Fehéroroszország                                                                                          | 18,68 m     |
| Diszkoszvetés Döntő: augusztus 16., 16:45  | Sandra Perković · Horvátország                                                                                                 | 71,08 m NR         | Mélina Robert-Michon · Franciaország                                                                               | 65,33 m    | Shanice Craft · Németország                                                                                                 | 64,33 m     |
| Kalapácsvetés Döntő: augusztus 15., 20:40  | Anita Włodarczyk · Lengyelország                                                                                               | 78,76 m WL, CR, NR | Martina Hrašnová · Szlovákia                                                                                       | 74,66 m    | Joanna Fiodorow · Lengyelország                                                                                             | 73,67 m     |
| Gerelyhajítás Döntő: augusztus 14., 20:40  | Barbora Špotáková · Csehország                                                                                                 | 64,41 m            | Tatjana Jelača · Szerbia                                                                                           | 64,21 m NR | Linda Stahl · Németország                                                                                                   | 63,91 m     |
| Hétpróba Versenyek: augusztus 14–15.       | Antoinette Nana Dijmou · Franciaország                                                                                         | 6551               | Nadine Broersen · Hollandia                                                                                        | 6498       | Nafissatou Thiam · Belgium                                                                                                  | 6423        |

A női 400 méteres gátfutásban eredetileg harmadik orosz Irina Davidovát (54,60) 2022-ben megfosztották bronzérmétől, miután a 2012 és 2015 között levett vérmintáinak újraelemzése doppingszer használatát mutatta ki.
A női súlylökésben az orosz Jevgenyija Kolodkót (19,39 m) doppingolás miatt megfosztották az ezüstérmétől.